# خوزه بوردالاس
خوزه بوردالاس (اسپانیایی: José Bordalás‎؛ زادهٔ ۵ مارس ۱۹۶۴) بازیکن سابق و مربی فوتبال اهل اسپانیا است.
از باشگاه‌هایی که در آن بازی کرده‌است می‌توان به باشگاه فوتبال هرکولس اشاره کرد.